# Vultee V-11
Vultee V-11 và V-12 là loại máy bay cường kích của Hoa Kỳ trong thập niên 1930. Được phát triển từ mẫu máy bay chở khách một động cơ Vultee V-1, V-11 và V-12 được quân đội vài quốc gia đặt mua, Trung Quốc dùng loại máy bay này để chống lại quân Nhật trong Chiến tranh Trung-Nhật. Quân đoàn Không quân Lục quân Hoa Kỳ mua 11 chiếc V-11 với tên gọi Vultee YA-19 ngay trước Chiến tranh thế giới II, để thử nghiệm đánh giá so sánh với các máy bay cường kích hạng nhẹ hai động cơ.

## Biến thể

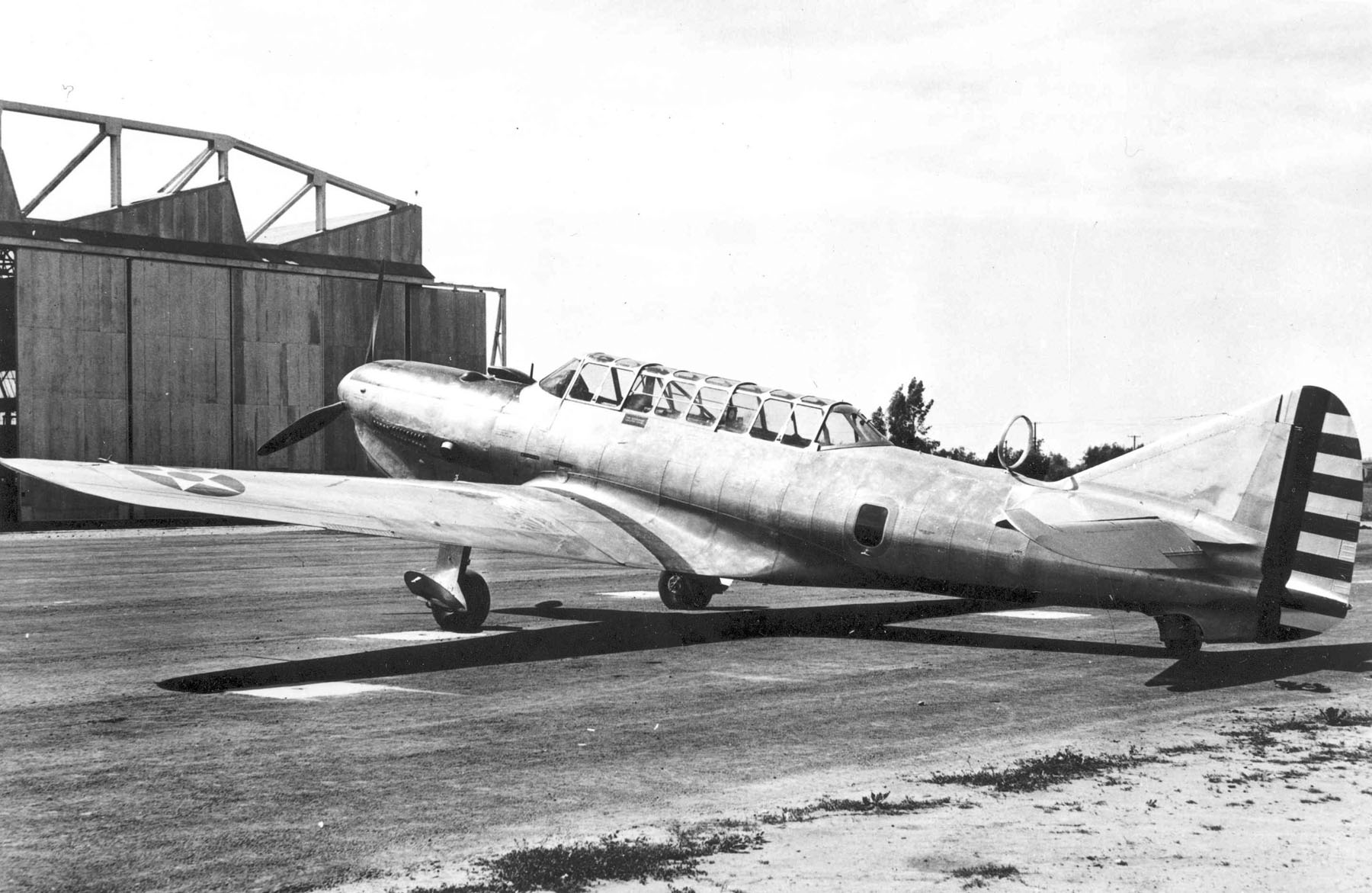
Vultee YA-19A dùng động cơ Lycoming O-1230

V-11
V-11-G
V-11-GB
V-11-GB2
V11-GB2F
BSh-1
PS-43
YA-19
YA-19A
YA-19B
YA-19C
A-19
V-12
V-12-C
V-12-D

## Quốc gia sử dụng
Brasil
Không quân Brazil - Vultee V-11-GB2 (31)
 Đài Loan
Không quân Cộng hòa Trung Hoa - Vultee V-11G (30), V-12C (26) & Vultee V-12D (52)
 Liên Xô
Không quân Xô viết - Vultee V-11GB (4) & BSh-1 (31)
 Thổ Nhĩ Kỳ
Không quân Thổ Nhĩ Kỳ - Vultee V-11GB (41)
 Hoa Kỳ
Quân đoàn Không quân Lục quân Hoa Kỳ - A-19/V-11GB (7)

## Tính năng kỹ chiến thuật (YA-19)
Dữ liệu lấy từ USAF Museum
Đặc điểm tổng quát
- Kíp lái: 3
- Chiều dài: 37 ft 10 in (11,53 m)
- Sải cánh: 50 ft 0 in (15,24 m)
- Chiều cao: 10 ft 0 in (3,05 m)
- Diện tích cánh: 348 ft² (32,3 m²)
- Trọng lượng cất cánh tối đa: 10.420 lb (4.736 kg)
- Động cơ: 1 × Pratt & Whitney R-1830-17 Twin Wasp, 1200 hp (895 kW)

 Hiệu suất bay 
- Vận tốc cực đại: 200 knot (230 mph, 370 km/h)
- Tầm bay: 1.174 hải lý (1.350 mi, 2.174 km) (tầm bay chuyển sân)
- Trần bay: 20.500 ft (6.250 m)

Trang bị vũ khí

- 6 x súng máy M1919 Browning.30
- 1.080 lbs bom